# Sven Dick
Sven Dick (* 2. Juli 1982) ist ein ehemaliger deutscher Volleyballspieler.
Dick spielte als Jugendlicher in seiner bayerischen Heimat beim ASV Dachau und später in der Zweiten Bundesliga beim TSV Friedberg. 2001 wechselte der Außenangreifer zum Erstligisten evivo Düren, mit dem er mehrfach deutscher Vizemeister wurde. Von 2009 bis 2012 spielte er beim VC Eintracht Mendig in der Zweiten Bundesliga Süd, wo er 2011 Meister wurde.